# Bergslagsbanan
Bergslagsbanen (svensk: Bergslagsbanan) er en jernbanestrækning i Sverige. Formelt er Bergslagsbanan Trafikverkets navn på jernbanerne på strækningen Gävle-Falun-Ställdalen-Kil og Ställdalen-Frövi. I daglig tale og af historiske årsager medtager man også jernbanen Kil-Göteborg, som Trafikverket kalder Norge/Vänerbanen. Banen er enkeltsporet med undtagelse af strækningerne Gävle-Hagaström og Grängesberg-Ställdalen. På sidstnævnte strækning danner Silverhöjdsspåret (en af jernbaneselskabets TGOJ's forhenværende linjer) et funktionelt dobbeltspor sammen med den ordinære linje på Hörkenspåret. På Silverhöjdsspåret er der ikke svejsede skinnesammenføjninger, hvorfor hjulene dunker, når de passerer en sammenføjning.
Der er passagertrafik på strækningen Gävle-Falun-Ställdalen-Frövi, og disse tog fortsætter til Örebro og Hallsberg. Desuden er der passagertog på strækningen (Borlänge-)Ställdalen-Nykroppa(-Kristinehamn). På strækningen Nykroppa-Kil er der kun godstrafik. Bergslagsbanan er vigtig for godstrafik mellem Bergslagen og Göteborg.
Bergslagsbanan blev anlagt i årene 1855-1879 af jernbaneselskaberne Gävle-Dala järnväg og Bergslagernas järnvägar. Banen blev især anlagt til godstrafik, og man lagde den ikke ind omkring flere vigtige byer såsom Filipstad, Karlstad og Vänersborg, delvis begrundet i hvilker byer og kommuner, der købte aktier i selskabet.
Den 13. januar 1956 skete der en alvorlig togulykke, hvor en motorvogn og et malmtog stødte sammen lige syd for Ställdalen. Tyve personer blev dræbt, deriblandt mange skoleelever.